# Pięćdziesiąt kawałków
Pięćdziesiąt kawałków (tytuł oryginalny: Fifty Grand) – opowiadanie Ernesta Hemingwaya, opublikowane po raz pierwszy w 1927 roku.

## Fabuła
Jest to historia Jacka, boksera który ma stoczyć ostatnią walkę w swojej karierze. Jest on znacznie słabszy od przeciwnika, ale godzi się na walkę, by ratować swój honor i zarobić pieniądze potrzebne jego rodzinie. Stawia on pięćdziesiąt tysięcy dolarów na swojego przeciwnika. Opowiadanie opisuje proces treningu głównego bohatera, jego przeżycia wewnętrzne, jak i również samą walkę, którą w finale przegrywa przez zdyskwalifikowanie za nieuczciwy cios.